# Diasemopsis amora
Diasemopsis amora är en tvåvingeart som beskrevs av Charles Howard Curran 1931. Diasemopsis amora ingår i släktet Diasemopsis och familjen Diopsidae.
Artens utbredningsområde är Zimbabwe. Inga underarter finns listade i Catalogue of Life.